# かぶき者
かぶき者（かぶきもの。傾奇者、歌舞伎者とも表記）は、戦国時代末期から江戸時代初期にかけての社会風潮。特に慶長から寛永年間（1596年 - 1643年）にかけて、江戸や京都などの都市部で流行した。異風を好み、派手な身なりをして、常識を逸脱した行動に走る者たちのこと。茶道や和歌などを好む者を数寄者と呼ぶが、数寄者よりさらに数寄に傾いた者と言う意味である。

## 概要
当時男性の着物は浅黄や紺など非常に地味な色合いが普通だった。しかし、かぶき者は色鮮やかな女物の着物をマントのように羽織ったり、袴に動物皮をはぎ合わせ継ぎ当てするなど常識を無視して非常に派手な服装を好んだ。他にも天鵞絨（ビロード）の襟や立髪や大髭、大額、鬢きり、茶筅髪、大太刀（普通は太刀を手挟む）や長脇差、朱鞘、大鍔、大煙管などの異形・異様な風体が「かぶきたるさま」として流行した。
多くは徒党を組んで行動し、飲食代を踏み倒したり因縁をふっかけて金品を奪ったり、家屋の障子を割り金品を強奪するなどの乱暴・狼藉をしばしば働いた。自分の武勇を公言することも多く、それが元でケンカや刃傷沙汰になることもあった。辻斬り、辻相撲、辻踊りなど往来での無法・逸脱行為も好んで行い、衆道や喫煙の風俗とも密接に関わっていた。こうした身なりや行動は、世間の常識や権力・秩序への反発・反骨の表現としての意味合いがあった。
彼らは、仲間同士の結束と信義を重んじ、命を惜しまない気概と生き方の美学を持っていた。1612年（慶長17年）に捕縛・斬首されたかぶき者の巨魁大鳥居いつ兵衛（大鳥一兵衛、同逸兵衛、逸平などとも書く）は、厳しい拷問を受けながらも仲間の名は最後まで吐かず、代わりに全国の大名の名を書き出してみせた。彼はまた、刀のなかごに「廿五まで　生き過ぎたりや　一兵衛」と死を恐れぬ心意気を刻んでいた。
かぶき者になるのは、若党、中間、小者といった武家奉公人が多かった。彼らは武士身分ではなく、武家に雇われて、槍持ち、草履取りなどの雑用をこなす者たちで、その生活は貧しく不安定だった。彼らの多くは合戦の際には足軽や人足として働きつつ、機をみて略奪行為に励み、自由で暴力的な生活を謳歌していたが、戦乱の時代が終わるとともにその居場所を狭められていった。そうした時代の移り変わりがもたらす閉塞感が、彼らを反社会的で刹那的な生き方に駆り立てたという側面があった。
かぶき者たちは、一方で乱暴・狼藉を働く無法者として嫌われつつ、一方ではその男伊達な生き方が共感と賞賛を得てもいた。武家奉公人だけでなく、町人や武士である旗本や御家人がかぶき者になることもあった。寛永期頃から江戸に現れる旗本奴、町奴といった無頼集団もかぶき者の一類型と見られる。また、1603年（慶長8年）に出雲阿国がかぶき者の風俗を取り入れたかぶき踊りを創めると、たちまち全国的な流行となり、のちの歌舞伎の原型となった。
かぶき者の文化は慶長期にその最盛期をみるも、同時にその頃から幕府や諸藩の取り締まりが厳しくなっていき、やがて姿を消していくが、その行動様式は侠客と呼ばれた無頼漢たちに、その美意識は歌舞伎という芸能の中に受け継がれていく。